# بركة الكرمل الأثرية
بركة الكرمل، هي بركة مائية تاريخية تقع في بلدة الكرمل جنوب الخليل. يرجع تاريخ هذه البركة إلى فترة الكنعانيين حيث كانوا يستخدمونها لجمع مياه الينابيع الصافية التي تتدفق من مقلع الحجارة القديم داخل المدينة. وبفضل وفرة المياه، كانت البركة تلعب دورًا هامًا في ري المزروعات وسقاية الماشية.

## أهميتها
تمتد أهمية بركة الكرمل إلى العصور اللاحقة حيث شَكَّلت محطة هامة على طُرق القوافل التجارية المتجهة من بلاد الشام إلى الغرب الأفريقي. كما أنها كانت وجهة للحجاج المسلمين القادمين من غرب أفريقيا إلى بلاد الشام والحجاز.

## أعمال الترميم

### قديماً
على مر العصور، خضعت بركة الكرمل لعمليات ترميم متعددة للحفاظ على حالتها وتحسين خدماتها. في العهد البيزنطي، حُفِرت بركة ثانية ومدت أنابيب فخارية لتوصيل المياه بين البركتين لاستيعاب الكميات الزائدة من المياه. وفي عهد الأمويين، رُمِّمَت لتكون محطة للحجاج والقوافل التجارية بين مصر وبلاد الشام.

### حديثاً
في العصر الحاضر، أُعِيدَ تأهيل بركة الكرمل لتصبح متنزهًا عامًا يستقبل السكان المحليين والسياح. وتهدف بلدية الكرمل إلى استدامة هذا التحويل بالتعاون مع الدول المانحة والمؤسسات الداعمة.

## اقتحامات
تتعرض البركة كغيرها من المواقع الأثرية في فلسطين، لمحاولات الاستيلاء عليها من قبل سلطات الاحتلال الإسرائيلي. حيث تقوم قوات الاحتلال في معظم المناسبات الدينية اليهودية، باقتحام بلدة الكرمل وإغلاق طرقها بشكل كامل لتأمين اقتحام المستوطنين للموقع وترديد هتافات معادية للعرب والمسلمين.

## اقرأ أيضاً
- قصر الكرمل الأثري